# Logania diffusa
Logania diffusa är en tvåhjärtbladig växtart som beskrevs av R.J.F. Henderson. Logania diffusa ingår i släktet Logania och familjen Loganiaceae. Inga underarter finns listade i Catalogue of Life.